# Lucius Fulvius Gavius Numisius Aemilianus
Lucius Fulvius Gavius Numisius --- Aemilianus war ein römischer Politiker und Senator.
Aemilianus war Italiker und Patrizier. Seine Familie hatte seit dem ersten Jahrhundert Beziehungen zu der Familie der Bruttii. Er war wohl Sohn des Lucius Fulvius Aemilianus, der im Jahr 206 Konsul gewesen war. 
Aemilianus war als Kandidat des Kaisers Quästor und Prätor, und unter Severus Alexander electus ad dilectum habendum per regionem  Transpadanam (wohl Offizier für die Aushebung von Truppen in der Transpadana). Er war zwischen 223 und 235 Suffektkonsul und im Jahr 249 vermutlich ordentlicher Konsul. Zudem war er Pontifex.
Die Annahme, Aemilianus sei der Konsul von 249 gewesen (von dem nur die Namensbestandteile „Fulvius Aemilianus“ überliefert sind), basiert auf der Überlegung, dass sein Bruder Lucius Fulvius Aemilianus, Konsul 244, in nur sechs Jahren wohl kaum zweimal den ordentlichen Konsulat bekleidet haben konnte. 